# 第71回国家映画賞
第71回国家映画賞（だい71かいこっかえいがしょう、71st National Film Awards）は、インドの映画賞。インド国立映画開発公社が主催し、2023年のインド映画を対象としている。2025年8月1日に情報・放送省から受賞者が発表された。

## 選考過程
2024年9月18日までインド国立映画開発公社がオンライン上でエントリー募集を行った。映画部門のエントリー対象は2023年1月1日から12月31日までの期間に中央映画認証委員会から認証を受けた長編映画と短編映画であり、書籍部門のエントリー対象は同期間中に発行された新聞・雑誌・ジャーナルに掲載された映画記事・評論、及び刊行された書籍となっている。また、映画部門では吹替版・改訂版・複製版、書籍部門では翻訳版・抄訳版・編集版・注釈・再版本は対象外となっている。
長編映画部門と非長編映画部門では16ミリフィルム、35ミリフィルム及びそれよりもフィルム幅の広いフィルムゲージまたはデジタル・フォーマットで撮影された作品、劇場または家庭で観賞できるOTTサービスで公開されたインドの言語で製作された作品が選考対象となっている。また、エントリー作品は中央映画認証委員会によって長編映画・ドキュメンタリー映画・ニュース映画・ノンフィクション映画として認証を受ける必要がある。

## 受賞結果

### 長編映画部門

#### 選考委員会
長編映画部門の選考では、インドの地域的事情を考慮して6つの選考委員会（中央委員会及び地域委員会）が組織され、地域委員会で選出された候補作品を中央委員会で審査する形式が採用された。
中央委員会
| • アシュトーシュ・ゴーワリケール（委員長） |                            |
| • M・N・スワーミー                         | • ギーター・M・グラッパ    |
| • V・N・アーディティヤ                     | • アニーシュ・バース       |
| • パレーシュ・ヴォーラ                     | • スシル・ラージパール     |
| • ヴィヴェーク・プラタープ                 | • プラディープ・ナーヤル   |
| • マニラーム・シン                         | • プラクルティ・ミシュラー |

北部地域委員会（ボージュプリー語映画、ドーグリー語映画、英語映画、ヒンディー語映画、パンジャーブ語映画、ラージャスターン語映画、ウルドゥー語映画）
| • ジョーズ・アントニー・パーラッカピリル（委員長） |                                      |
| • チェタン・ムンダディ                             | • カムレーシュ・クマール・ミシュラー |
| • ニラージ・クマール・ミシュラー                   | • プラモード・クマール               |

東部地域委員会（アッサム語映画、ベンガル語映画、オリヤー語映画、その他の北東部の言語映画）
| • シヴァドワージ・シェッティ（委員長） |                                            |
| • ボビー・サルマー・バルアー           | • オイナム・ドレン                         |
| • スクマール・ナンドラール・ジャタニ   | • トゥシャール・カンティ・バーンドパッダエ |

西部地域委員会（グジャラート語映画、コンカニ語映画、マラーティー語映画）
| • トゥシャール・ヒラーナンダニ（委員長） |                                    |
| • チランタナ・バット                     | • マンダル・タラウリケール         |
| • プラヴィーン・モルチャル               | • シヴァージ・ロータン・パーティル |

南部地域第1委員会（マラヤーラム語映画、タミル語映画）
| • アビジート・シリーシュ・デーシュパーンデー（委員長） |                           |
| • マノージュ・C・D                                     | • アパルナー・シン        |
| • サルヴァナーラーヤナン・I                            | • S・ラージャシェーカラン |

南部地域第2委員会（カンナダ語映画、テルグ語映画）
| • マライ・レイ（委員長）             |                                               |
| • ラグナンダン・B・R                 | • ルナ・ブトダ                                |
| • ヤークブ・カーディル・グルヴァディ | • サティーシュ・ヴァルマー・マンダパーティーi |

#### 金蓮賞（長編映画部門）
| 賞                             | 作品                            | 言語           | 受賞者 | 賞金         |
| ------------------------------ | ------------------------------- | -------------- | --- | ------------ |
| 長編映画賞                     | 12th Fail                       | ヒンディー語   | 製作：ヴィノード・チョープラー・フィルムズ 監督：ヴィドゥ・ヴィノード・チョープラー                                        | 各30万ルピー |
| 監督賞                         | ケララ物語                      | ヒンディー語   | スディプト・セーン | 30万ルピー   |
| 健全な娯楽を提供する大衆映画賞 | Rocky Aur Rani Kii Prem Kahaani | ヒンディー語   | 製作：ダルマ・プロダクション 監督：カラン・ジョーハル                                                                      | 各30万ルピー |
| 児童映画賞                     | Naal 2                          | マラーティー語 | プロデューサー：アートパット・プロダクション、ジー・スタジオ 監督：スダーカル・レッディ・ヤッカンティ                      | 各30万ルピー |
| AVGC映画賞（アニメ部門）       | ハヌ・マン                      | テルグ語       | 製作：プライムショー・エンターテインメント 監督：プラシャーント・ヴァルマ アニメーター：ジェッティ・ヴェンカット・クマール | 各30万ルピー |
| 新人監督作品賞                 | Aatmapamphlet                   | マラーティー語 | 監督：アシーシュ・アヴィナーシュ・ベンドレ                                                                                 | 30万ルピー   |

#### 銀蓮賞（長編映画部門）
| 賞                                             | 作品                                                  | 言語           | 受賞者                                                          | 賞金         |
| ---------------------------------------------- | ----------------------------------------------------- | -------------- | --------------------------------------------------------------- | ------------ |
| 民族的・社会的・環境的価値を促進する長編映画賞 | Sam Bahadur                                           | ヒンディー語   | 製作：ユニライザー・ヴェンチャーズ 監督：メーグナー・グルザール | 各20万ルピー |
| AVGC映画賞（特殊効果部門）                     | ハヌ・マン                                            | テルグ語       | VFXスーパーバイザー：ジェッティ・ヴェンカット・クマール         | 20万ルピー   |
| 主演男優賞                                     | JAWAN/ジャワーン                                      | ヒンディー語   | シャー・ルク・カーン                                            | 20万ルピー   |
| 主演男優賞                                     | 12th Fail                                             | ヒンディー語   | ヴィクラント・マシー                                            | 20万ルピー   |
| 主演女優賞                                     | Mrs. Chatterjee vs Norway                             | ヒンディー語   | ラーニー・ムカルジー                                            | 20万ルピー   |
| 助演男優賞                                     | Pookkaalam                                            | マラヤーラム語 | ヴィジャヤラーガヴァン                                          | 20万ルピー   |
| 助演男優賞                                     | Parking                                               | タミル語       | M・S・バースカル                                                | 20万ルピー   |
| 助演女優賞                                     | Ullozhukku                                            | マラヤーラム語 | ウルヴァシー                                                    | 20万ルピー   |
| 助演女優賞                                     | Vash                                                  | グジャラート語 | ジャーンキー・ボーディワーラー                                  | 20万ルピー   |
| 子役賞                                         | Gandhi Tatha Chettu                                   | テルグ語       | スクリティ・ヴェニ・バーンドレッディ                            | 20万ルピー   |
| 子役賞                                         | Gypsy                                                 | マラーティー語 | カビール・カーンダル                                            | 20万ルピー   |
| 子役賞                                         | Naal 2                                                | マラーティー語 | トリーシャ・トーサル                                            | 20万ルピー   |
| 子役賞                                         | Naal 2                                                | マラーティー語 | シュリーニヴァース・ポカル                                      | 20万ルピー   |
| 子役賞                                         | Naal 2                                                | マラーティー語 | バールガヴ・ジャグタープ                                        | 20万ルピー   |
| 男性プレイバックシンガー賞                     | Baby （Premistunna）                                  | テルグ語       | P・V・N・S・ローヒト                                            | 20万ルピー   |
| 女性プレイバックシンガー賞                     | JAWAN/ジャワーン （Chaleya）                          | ヒンディー語   | シルパー・ラーオ                                                | 20万ルピー   |
| 撮影賞                                         | ケララ物語                                            | ヒンディー語   | プラサンタヌ・モーハパトラ                                      | 20万ルピー   |
| 脚本賞（オリジナル脚本）                       | Baby                                                  | テルグ語       | サーイ・ラージェーシュ                                          | 20万ルピー   |
| 脚本賞（オリジナル脚本）                       | Parking                                               | タミル語       | ラームクマール・バーラクリシュナン                              | 20万ルピー   |
| 脚本賞（台詞）                                 | Sirf Ek Bandaa Kaafi Hai                              | ヒンディー語   | ディーパク・キングラーニー                                      | 20万ルピー   |
| 音響デザイン賞                                 | Animal                                                | ヒンディー語   | サチン・スダーカラン                                            | 20万ルピー   |
| 音響デザイン賞                                 | Animal                                                | ヒンディー語   | ハリハラン・ムラリダラン                                        | 20万ルピー   |
| 編集賞                                         | Pookkaalam                                            | マラヤーラム語 | ミドゥン・ムラリ                                                | 20万ルピー   |
| 美術賞                                         | 2018                                                  | マラヤーラム語 | モーハンダース                                                  | 20万ルピー   |
| 衣装デザイン賞                                 | Sam Bahadur                                           | ヒンディー語   | サチン・ローヴァレーカル                                        | 20万ルピー   |
| 衣装デザイン賞                                 | Sam Bahadur                                           | ヒンディー語   | ディヴィヤ・ガンビル                                            | 20万ルピー   |
| 衣装デザイン賞                                 | Sam Bahadur                                           | ヒンディー語   | ニディ・ガンビル                                                | 20万ルピー   |
| メイクアップ賞                                 | Sam Bahadur                                           | ヒンディー語   | シュリーカーント・デサイ                                        | 20万ルピー   |
| 音楽監督賞（歌曲）                             | バーラ先生の特別授業                                  | タミル語       | G・V・プラカーシュ・クマール                                    | 20万ルピー   |
| 音楽監督賞（背景音楽）                         | Animal                                                | ヒンディー語   | ハルシャヴァルダン・ラメーシュワル                              | 20万ルピー   |
| 作詞賞                                         | Balagam （Ooru Palletooru）                           | テルグ語       | カサルラ・シャーム                                              | 20万ルピー   |
| 振付賞                                         | Rocky Aur Rani Kii Prem Kahaani （Dhindhora Baje Re） | ヒンディー語   | ヴァイバヴィ・メルチャント                                      | 20万ルピー   |
| アクション監督賞                               | ハヌ・マン                                            | テルグ語       | ナンドゥ                                                        | 20万ルピー   |
| アクション監督賞                               | ハヌ・マン                                            | テルグ語       | プルドヴィ                                                      | 20万ルピー   |
| 特別賞                                         | Animal                                                | ヒンディー語   | M・R・ラージャクリシュナン                                      | 賞状のみ     |

#### 地域賞
| 賞                       | 作品                       | 受賞者 | 受賞者                                     | 賞金         |
| 賞                       | 作品                       | 製作 | 監督                                       | 賞金         |
| ------------------------ | -------------------------- | --- | ------------------------------------------ | ------------ |
| アッサム語長編映画賞     | Rongatapu 1982             | BRCシネ・プロダクション                                                                                   | アーディティヤーム・サーイキア             | 各20万ルピー |
| ベンガル語長編映画賞     | Deep Fridge                | カラーズ・オブ・ドリーム・エンターテインメント                                                            | アルジュン・ダッタ                         | 各20万ルピー |
| グジャラート語長編映画賞 | Vash                       | ビッグ・ボックス・シリーズ・プロダクション、KSエンターテインメント                                        | クリシュナデーヴ・ヤグニク                 | 各20万ルピー |
| ヒンディー語長編映画賞   | ジャックフルーツが行方不明 | Netflixエンターテインメント・サービス、バーラージ・モーション・ピクチャーズ、シキヤ・エンターテインメント | ヤショーワルダン・ミシュラー               | 各20万ルピー |
| カンナダ語長編映画賞     | Kandeelu                   | スワスティク・エンターテインメント                                                                        | ヤショーダ・プラカーシュ・コットゥカティラ | 各20万ルピー |
| マラヤーラム語長編映画賞 | Ullozhukku                 | ウンニラザー・ヴェンチャーズ、マクガフィン・ピクチャーズ                                                  | クリスト・トミー                           | 各20万ルピー |
| マラーティー語長編映画賞 | Shyamchi Aai               | アムルータ・フィルムズ                                                                                    | スジャイ・ダハケ                           | 各20万ルピー |
| オリヤー語長編映画賞     | Pushkara                   | タラング・シネ・プロダクション                                                                            | スブランス・ダース                         | 各20万ルピー |
| パンジャーブ語長編映画賞 | Godday Godday Chaa         | VHエンターテインメント、ジー・スタジオ                                                                    | ヴィジャイ・クマール・アローラー           | 各20万ルピー |
| タミル語長編映画賞       | Parking                    | パッション・スタジオ、ソルジャーズ・ファクトリー                                                          | ラームクマール・バーラクリシュナン         | 各20万ルピー |
| テルグ語長編映画賞       | Bhagavanth Kesari          | シャイン・スクリーン                                                                                      | アニル・ラーヴィプーディ                   | 各20万ルピー |

| 賞                         | 作品     | 受賞者                                                           | 受賞者               | 賞金         |
| 賞                         | 作品     | 製作                                                             | 監督                 | 賞金         |
| -------------------------- | -------- | ---------------------------------------------------------------- | -------------------- | ------------ |
| ガロ語長編映画賞           | Rapture  | アンナ・フィルムズ、アンカムベッド・ブッダ、ジョイシー・スタジオ | ドミニク・サングマ   | 各20万ルピー |
| タイ・パーケー語長編映画賞 | Pai Tang | ナダ・クマール・ブーヤン                                         | プラバール・カウンド | 各20万ルピー |

### 非長編映画部門
選考委員会
| • P・セシャドリ（委員長） |                                      |
| • パンカジャ・タークル    | • K・S・セルヴァラージ               |
| • シュリシュティ・ラケラ  | • ジャイチェング・ジャイ・ドフティア |
| • アトゥル・ガングワル    | • オリヴィア・ダース                 |

#### 金蓮賞（非長編映画部門）
| 賞                       | 作品                             | 言語         | 受賞者                                                                        | 賞金         |
| ------------------------ | -------------------------------- | ------------ | ----------------------------------------------------------------------------- | ------------ |
| 非長編映画賞             | Flowering Man                    | ヒンディー語 | 製作：インド映画テレビ研究所 監督：サウンヤジート・ゴーシュ・ダースティダール | 各30万ルピー |
| 非長編映画監督賞         | The First Film                   | ヒンディー語 | プユーシュ・タークル                                                          | 30万ルピー   |
| 非長編映画新人監督作品賞 | Mau: The Spirit Dreams of Cheraw | ミゾ語       | シルピカ・ボルドロイ                                                          | 30万ルピー   |

#### 銀蓮賞（非長編映画部門）
| 賞                                       | 作品                                           | 言語                       | 受賞者                                                                              | 賞金         |
| ---------------------------------------- | ---------------------------------------------- | -------------------------- | ----------------------------------------------------------------------------------- | ------------ |
| 伝記・歴史的復元・編纂映画賞             | Mo Bou, Mo Gaan                                | オリヤー語                 | 製作：キクシー・ウィクシー・フィルム、RNV1820フィルムズ 監督：スバーシュ・サーホー  | 各20万ルピー |
| 伝記・歴史的復元・編纂映画賞             | Lentina Ao – A Light on the Eastern Horizon    | 英語                       | 製作：インド国立映画開発公社、RNV1820フィルムズ 監督：サンジーブ・パラサル          | 各20万ルピー |
| 文化・芸術映画賞                         | Timeless Tamil Nadu                            | 英語                       | 製作：セレブリティーズ・マネージメント 監督：カマキヤ・ナーラーヤン・シン           | 各20万ルピー |
| ドキュメンタリー映画賞                   | God Vulture and Human                          | 英語 ヒンディー語 テルグ語 | 製作：スタジオ・リチ、ラージェーシュ・チャンドワーニ 監督：リシラージ・アグルワール | 各20万ルピー |
| 社会的・環境的問題を促進する非長編映画賞 | The Silent Epidemic                            | 英語                       | 製作：シネマ4グッド、ラーフギリ財団 監督：アクシャット・グプタ                      | 各20万ルピー |
| 短編映画賞                               | Giddh (The Scavenger)                          | ヒンディー語               | 製作：エラナル・フィルムズ 監督：マニーシュ・サイニ                                 | 各20万ルピー |
| 撮影賞                                   | Little Wings                                   | タミル語                   | サラヴァナマルティ・サウンダラパンディ、ミーナクシ・ソマン                          | 各20万ルピー |
| 音響デザイン賞                           | Dhundhgiri Ke Phool                            | ヒンディー語               | シューバルン・セーングプタ                                                          | 20万ルピー   |
| 編集賞                                   | Moving Focus                                   | 英語                       | ニラドリ・ロイ                                                                      | 20万ルピー   |
| 音楽監督賞                               | The First Film                                 | ヒンディー語               | プラニル・デサイ                                                                    | 20万ルピー   |
| ナレーション/ボイスオーバー賞            | The Sacred – Jack Exploring the Tree of Wishes | 英語                       | ハリクリシュナン・S                                                                 | 20万ルピー   |
| 脚本賞                                   | Sunflowers Were the First Ones to Know...      | カンナダ語                 | チダナンダ・S・ナーイク                                                             | 20万ルピー   |
| 特別賞                                   | Nekal – Chronicle of The Paddy Man             | マラヤーラム語             | 製作/監督：M・K・ラーマダース                                                       | 賞状のみ     |
| 特別賞                                   | The Sea & Seven Villages                       | オリヤー語                 | 製作：カダンビニ・メディア 監督：ヒマーンシュ・シェーカル・カトゥア                 | 賞状のみ     |

### 映画批評部門
選考委員会
| • ゴーパーラクリシュナ・パーイ（委員長） |                        |
| • アショーク・パリット                   | • ヴィノード・アヌパム |

#### 金蓮賞（映画批評部門）
| 賞         | 書籍 | 言語       | 受賞者           | 賞金       |
| ---------- | ---- | ---------- | ---------------- | ---------- |
| 映画批評賞 | N/A  | アッサム語 | ウトパル・ダッタ | 10万ルピー |

## トラブル
『ケララ物語』が監督賞・撮影賞に選出された際、国内から大きな批判の声が寄せられた。ケララ州首相のピナライ・ヴィジャヤンは受賞に対して「この選出はケララ州にとって重大な侮辱であり、映画は誤った情報を内外に発信し、結果として分断的な思想を正当化しようとしている」と非難し、ケララ州議会野党指導者のV・D・サティーサンも「政治的なヘイト・キャンペーンに映画が利用されている」と非難した。また、サジ・チェリアン、K・N・バーラゴーパール、V・シヴァンクッティ、P・A・ムハンマド・リヤースなどのケララ州政府閣僚も同様に受賞を非難する声明を発表しているほか、連邦上院議員のK・C・ヴェーヌゴーパールも映画を「腐敗したアジェンダを広めるもの」と批判している。さらに選考委員のプラディープ・ナーヤルも「プロパガンダ的な映画」として選出を非難しており、複数のメディアは「ケララ州の女性たちがイスラム教に改宗され、ISISに勧誘されるという誇張した描写が長年にわたり批判されていたにもかかわらず、受賞作品に選出されてしまった」と批判的に報じている。このほかにインド映画テレビ研究所の学生会、マラヤーラム女優のランジーニとファラー・シブラも受賞を非難しており、こうした批判に対して選考委員長のアシュトーシュ・ゴーワリケールは映画について「非常に難しいテーマを明確に採り上げ、視覚的に力強く表現している」と評価し、受賞を擁護する声明を発表している。
このほか、『Ullozhukku』の演技で助演女優賞に選出されたウルヴァシーは、「映画の役割を考えれば、自分の演技は助演女優賞ではなく主演女優賞を受賞するに値する」と不満を述べ、選考プロセスの透明化を訴えている。